# Atoniomyia
Atoniomyia is een vliegengeslacht uit de familie van de roofvliegen (Asilidae).

## Soorten
- A. albifacies (Hermann, 1912)
- A. ancylocera (Schiner, 1868)
- A. brevistylata (Williston, 1901)
- A. duncani (Wilcox, 1937)
- A. fulvipes Carrera, 1946
- A. grossa Carrera, 1946
- A. hispidella (Hermann, 1912)
- A. laterepunctata (Hermann, 1912)
- A. mikii (Williston, 1886)
- A. mollis (Hermann, 1912)
- A. pinguis (Hermann, 1912)
- A. scalarata (Hermann, 1912)
- A. setigera (Hermann, 1912)
- A. viduata (Wiedemann, 1819)